# Cruz de distinción del Ejército de Asturias
La Cruz de distinción del Ejército de Asturias es una distinción instituida por Fernando VII el 4 de junio de 1815 por Real Orden. 
Se crea según indica la Real Orden 

...el entusiasmo, valor y bizarría con que se condujo el Ejército asturiano en el tiempo que circundada de enemigos aquella región y sin auxilios del Gobierno Supremo, se sostuvo durante un año a pesar de sus reducidos efectivos, con escarmiento para el enemigo al que batió y rechazó con mucha gloria de las reales armas y honor de sus naturales

## Descripción
Es una medalla en forma de cruz de cuatro aspas ensanchadas, esmalte blanco y rematados por triángulos isósceles de color amaranto, cayendo sobre un centro que presenta como escudo las Armas de Asturias sobre campo azul orlado en blanco con el lema «Asturias nunca vencida» y sobre el reverso la inscripción «Exercito Asturiano 1808». 
Una corona de laurel y encina colocada la une por el brazo superior a la cinta con la que unirla al ojal de la casaca, mitad color de caña subido y mitad amaranto.